# Mendoza, câinele grăsan
Mendoza, câinele grăsan (engleză Fat Dog Mendoza) este un serial de animație creat de Scott Musgrove bazat pe banda desenată cu același nume de Musgrove publicată de Dark Horse Comics și produs de TMO-Loonland Film GmbH, Sunbow Entertainment și Sony Wonder Television. Este prima coproducție europeană Cartoon Network. Serialul a avut premiera pe Cartoon Network în Regatul Unit pe 28 februarie 2000. În România, serialul a fost difuzat pe canalele Cartoon Network și KidsCo.

## Premiza
Serialul urmărește aventurile lui Mendoza, un câine incredibil de obez de forma unei mingi cu picioare mici și subțiri. Celelalte personaje sunt Puștiul costumat, Piranha Mae și Băiatul ceapă. Grupul încearcă să lupte împotriva crimei în cartierul fictiv "Cartierul X" și încearcă să caute după justiție dar adesea eșuează în mod umoristic.

## Personaje principale
- Mendoza, câinele grăsan
- Puștiul costumat
- Piranha Mae
- Băiatul ceapă
- Docotrul dreptunghi
- Polly-Esther
- Cruddy McFearson
- Kur Topki

## Vocile
- Mark Acheson
- Kathleen Barr
- Erin Fitzgerald

### Voci adiționale
- Michael Dobson
- Peter Kelamis
- Tabitha St. Germain
- Phil Hayes
- Alec Willows
- Ian James Corlett
- Cusse Mankuma
- Terry Klassen
- Scott McNeil
- Venus Terzo
- Matt Hill
- Richard Ian Cox
- Tony Sampson
- Gary Chalk
- Andrew Francis
- Colin Murdock
- Lee Tockar
- Graeme Kingston
- Nicole Oliver
- Richard Newman
- Long John Baldry
- Chantal Strand
- Babs Chula
- Dale Wilson
- Janyse Jaud
- Mark Hildreth
- Michael Donovan
- Sam Vincent
- Chiara Zanni

## Episoade
| N/o       | Titlu român                    | Titlu englez                   |
| --------- | ------------------------------ | ------------------------------ |
|           |                                |                                |
| SEZONUL 1 |                                |                                |
|           |                                |                                |
| 01        | Partea pozitivă a lunii        | Bright Side of the Moon        |
|           |                                |                                |
| 02        | Un câine grăsan uitat          | Forgotten Fat Dog              |
|           |                                |                                |
| 03        | Jocul puterilor                | Power Play                     |
|           |                                |                                |
| 04        | Și tu, grăsanule?              | Et Tu, Fat Dog?                |
|           |                                |                                |
| 05        | Până la capăt                  | Going the Distance             |
|           |                                |                                |
| 06        | O ceapă pe zi                  | An Onion a Day                 |
|           |                                |                                |
| 07        | Azi plecat, mâine plecat       | Gone Today, Gone Tomorrow      |
|           |                                |                                |
| 08        | Inima de grăsan                | The Heart of a Fat Dog         |
|           |                                |                                |
| 09        | Supercizmulițele               | Superboots                     |
|           |                                |                                |
| 10        | Grăsanul ripostează            | Fat Dog Strikes Back           |
|           |                                |                                |
| 11        | La adâncimea de patru picioare | Four Feet Deep                 |
|           |                                |                                |
| 12        | Cetățeanul X                   | Citizen X                      |
|           |                                |                                |
| 13        | Construit pe gratis            | Built Free                     |
|           |                                |                                |
| SEZONUL 2 |                                |                                |
|           |                                |                                |
| 14        | '                              | Substitute Fat Dog             |
|           |                                |                                |
| 15        | '                              | Hot Dog Mendoza                |
|           |                                |                                |
| 16        | '                              | World Destruction Weekend      |
|           |                                |                                |
| 17        | Grăsan blestemat               | Curses Fat Dog                 |
|           |                                |                                |
| 18        | '                              | The Ghost of Lane 13           |
|           |                                |                                |
| 19        | Vinde, Vinde, Vinde            | Sell, Sell, Sell               |
|           |                                |                                |
| 20        | '                              | Sunken Heroes                  |
|           |                                |                                |
| 21        | '                              | Exposing Fat Dog               |
|           |                                |                                |
| 22        | '                              | Don’t Hold Your Breath         |
|           |                                |                                |
| 23        | '                              | Big Fat Dog                    |
|           |                                |                                |
| 24        | '                              | The Good, the Bad and the Lazy |
|           |                                |                                |
| 25        | '                              | The Day Fat Dog Stood Still    |
|           |                                |                                |
| 26        | Greșeala mamei                 | Mom’s Mistake                  |
|           |                                |                                |